# Гордієнко Дмитро Сергійович
Дмитро Сергійович Гордієнко (нар. 8 березня 1977, Понорниця, Чернігівська область) — український історик, джерелознавець, науковець. Кандидат історичних наук (2013). Запровадив історичний термін «Середньовічна Україна».

## Життєпис
Дмитро Гордієнко народився 8 березня 1977 року в селищі Понорниці, нині Понорницької громади Новгород-Сіверського району Чернігівської области України.
Навчався на факультеті гуманітарних наук Національного університету «Києво-Могилянська академія», історичному факультеті Львівського національного університету імені Івана Франка.
Від 2013 — старший науковий співробітник Відділу зарубіжних джерел з історії України Інституту української археографії та джерелознавства імені Михайла Грушевського; водночас провідний науковий працівник Національного заповідника «Софія Київська».
Ініціатор й один з організаторів ювілейної конференції до 200-річчя від дня народження Тараса Шевченка «Київська археографічна комісія в історії українського національного відродження», яка була проведена 9 жовтня 2014 року в Інституті української археографії та джерелознавства імені М. С. Грушевського.
Володіє давньогрецькою та латинською мовами. Захоплюється малюванням.

## Доробок
Автор понад 250 наукових публікацій (зокрема в авторитетному міжнародному часописі «Byzantinoslavica»), учасник понад 200 наукових конференцій; співавтор книги «Історія Української православної церкви» (2019). Установив точну дату хрещення княгині Ольги.
Відповідальний секретар редколегії та співупорядник академічних збірок «Ucrainica Mediaevalia», «Наш Крим», «Славістична збірка» та інших.
2013 року захистив кандидатську дисертацію з візантійсько-руських відносин.
Сфера наукових інтересів: історія Середньовічної України, державотворчі процеси на українських землях, козаччина, українська еміграція ХХ століття.

## Нагороди
- ювілейна почесна грамота Президії Національної академії наук України (2018) — за досягнення у вирішенні найважливіших наукових і науково-практичних проблем, впровадження розробок у народне господарство та практику соціально-культурного будівництва, підготовці і вихованні кадрів, активну участь у громадському житті та самовіддану сумлінну працю[4];
- подяка Музею гетьманства (2018) — за підтримку Музею Гетьманства і активну допомогу в проведенні наукових заходів[4];
- диплом учасника топ-10 рейтингу в номінації «Джерела біографії» Всеукраїнського бібліотечного «Біографічного рейтингу-2017» Національної бібліотеки України імені В. І. Вернадського (2018) — за упорядкування видання« Крупницький Борис Дмитрович (1894–1956). Зі спогадів історика»[4].